# Laurent Claret
Pour les articles homonymes, voir Claret.
Laurent Claret est un acteur français.

## Filmographie

### Télévision
- 1991 : La Vénus à Lulu
- 1993 : L'Amour assassin : Le maître d'hôtel
- 1994 : Le JAP, juge d'application des peines : Gérant supermarché
- 1993-1995 :  Seconde B : Monsieur Portal / Monsieur Gilbert Portal
- 1995 : Le Garçon sur la colline : Le Maire Borgeat
- 1997 : Les Cordier, juge et flic : Agent des fraudes
- 2000 : Combats de femme : Le juge
- 2001 : Les Enquêtes d'Éloïse Rome : Le technicien
- 2002 : Le juge est une femme : Le professeur
- 2003 : Femmes de loi : Le docteur Lebon
- 2003 : Sœur Thérèse.com  : Père de Florence
- 2004 : Knock ou le Triomphe de la médecine : Mousquet
- 2004 : Mon fils cet inconnu : Le proviseur
- 2005 : Éliane : L'avocat
- 2006 : L'Affaire Villemin : Un expert
- 2006 : Une juge sous influence : Gilles Greard
- 2006 : Le Doux Pays de mon enfance : Predident du Tribunal
- 2006 : RIS police scientifique : Chirurgien
- 1997-2007 : Joséphine, ange gardien : Le banquier / L'épicier
- 2007 : Reporters : Député Lachenais
- 2008 : PJ : Le professeur Van Den Brucke
- 2008 : Répercussions : Jacques Arnotti
- 2008 : Boulevard du Palais : Le président / Président des Assises
- 2008 : Paris, enquêtes criminelles : Nathan Dumesnil
- 2008 : La Résistance : Jacques Helbronner
- 2009 : La Cour des grands : Préfet Deligny
- 2009 : La Reine et le Cardinal : Prince de Condé
- 2009 : Entre deux eaux : Louis Cohen
- 2010 : Contes et nouvelles du XIXe siècle : Monsieur Bernard
- 2010 : Avocats et Associés : Batonnier Arras
- 2010 : Profilage : Médecin urgences
- 2010 : Les Faux-monnayeurs : Antoine
- 2011 : Les Procès de l'Histoire : Joseph Caillaux (L'affaire Caillaux)
- 2011 : Goldman : Président cour assises Amiens
- 2011 : Le Jour où tout a basculé : Bernard Toudic
- 2011 : XIII, la série : French Energy Minister
- 2011 : Plus belle la vie (saison 8) : Commissaire Staub
- 2012 : Chambre 327 de Benoît d'Aubert : Jean-Marc Laurie
- 2012 : Engrenages : Président du conseil d'état
- 2013 : Le pouvoir ne se partage pas : François Mitterrand
- 2014 : La Loi, le combat d'une femme pour toutes les femmes de Christian Faure : Edgar Faure
- 2015[1] : Le Chapeau de Mitterrand de Robin Davis : François Mitterrand
- 2015 - 2017 : Irresponsable : Henri de Jade
- 2018 : Victor Hugo, ennemi d’État de Jean-Marc Moutout : Isidore
- 2019 : Les Sauvages de Rebecca Zlotowski : Candidat Noyer
- 2019 : Le Bazar de la Charité d'Alexandre Laurent : Majordome Huchon
- 2024 : Une amitié dangereuse d'Alain Tasma : Conseiller du Roi

### Cinéma

#### Longs métrages
- 1989 : La Passion de Bernadette
- 1991 : Lola Zipper : Professeur de chant
- 1993 : Lettre pour L...
- 1998 : On va nulle part et c'est très bien : Le cadre
- 1999 : Pas de scandale
- 2006 : Je vais bien, ne t'en fais pas de Philippe Lioret : Le père de Thomas
- 2006 : Hors de prix : Responsable bar Biarritz
- 2008 : Il y a longtemps que je t'aime de Philippe Claudel : Directeur hôpital
- 2009 : R.T.T. : Robert Jouclat
- 2010 : Pièce montée : Oncle de Vincent
- 2010 : L'Avocat : Jacques Herzog
- 2011 : Les Femmes du 6e étage : Blamond
- 2011 : Itinéraire bis : M. Chevalier
- 2011 : Minuit à Paris : Leo Stein
- 2011 : La Conquête : Philippe Rondot
- 2011 : Forces spéciales : Chef d'etat Major Particulier Du Président
- 2012 : Comme un chef : Critique
- 2012 : After : Le voisin
- 2013 : Malavita : BBQ Guest
- 2013 : Avant l'hiver : Denis, le directeur de la clinique
- 2013 : XI Silence : The Priest
- 2015 : Les Jours venus de Romain Goupil : Conseiller Audiens
- 2019 : Deux fils de Félix Moati : Homme pompes funèbres
- 2021 : Super-héros malgré lui de Philippe Lacheau : Monsieur Covid
- 2023 : Les Trois Mousquetaires : D'Artagnan de Martin Bourboulon : De Monfort
- 2023 : La Passion de Dodin Bouffant de Trần Anh Hùng : Médecin
- 2023 : Des mains en or d'Isabelle Mergault : Bertrand

#### Courts métrages
- 1982 : Le chagrin d'Ernst Loberlin : Un agent de police
- 1992 : André Baston : Le dealer
- 2008 : Des obsèques de principe
- 2009 : Le prix à payer : Monsieur Raymond

## Doublage

### Films
- 2019 : Papicha : le professeur (Abderrahmane Boudia)

### Séries télévisées
- Bob Newhart[2] dans :
  - The Big Bang Theory (2013-2018) : Arthur Jeffries / Pr Proton (6 épisodes)
  - Young Sheldon (2017-2020) : Pr Proton (3 épisodes)
- 2021 : Dom : ? (?)

### Jeux vidéo
- 2023 : Starfield : Prévôt Aquilus
- 2024 : Final Fantasy VII Rebirth : voix additionnelles